# Capitulare de villis

Il Capitulare de villis vel curtis imperii, comunemente noto come Capitulare de villis (in italiano: "Decreto sulle ville"), è un capitolare emanato negli ultimi anni del regno di Carlo Magno, verso la fine dell'VIII secolo, per disciplinare le attività rurali, agricole e commerciali delle aziende agricole dell'impero o ville.
Il manoscritto non è datato, ma gli storici considerano che la sua stesura risalga ad un periodo compreso tra il 770 e l'813.
Assieme ad altri 254 manoscritti custoditi presso la Herzog August Bibliothek in Germania, è uno dei pochi documenti amministrativi sopravvissuti del regno di Carlo Magno e rappresenta un importante documento per la comprensione della cultura materiale e dell'amministrazione statale in epoca Carolingia.
Nel capitolo 70 del capitolare vengono nominati 73 ortaggi e 16 alberi che Carlo Magno voleva fossero coltivati nelle sue terre:
Il capitolare disciplina anche il mondo del vino introducendo nuove regole per la vinificazione, come la pulizia dei vasi vinari e l'introduzione della torchiatura dell'uva per mezzo del torchio al posto della pigiatura con i piedi.

## Ortaggi
Qui di seguito si elencano le essenze orticole citate nel capitolare con il corrispondente nome comune e nome scientifico.
| essenza (nome in latino nel Capitulare) | nome comune         | nome scientifico                  | famiglia         |  |
| --------------------------------------- | ------------------- | --------------------------------- | ---------------- |  |
| lilium                                  | giglio              | Lilium candidum                   | Liliaceae        |  |
| rosas                                   | rose                | Rosa                              | Rosaceae         |  |
| fenigrecum                              | fieno greco         | Trigonella foenum-graecum         | Fabaceae         |  |
| costum                                  | balsamita           | Tanacetum balsamita               | Asteraceae       |  |
| salviam                                 | salvia              | Salvia officinalis                | Lamiaceae        |  |
| rutam                                   | ruta                | Ruta graveolens                   | Rutaceae         |  |
| abrotanum                               | abrotano            | Artemisia abrotanum               | Asteraceae       |  |
| cucumeres                               | cetrioli            | Cucumis sativus                   | Cucurbitaceae    |  |
| pepones                                 | meloni              | Cucumis melo                      | Cucurbitaceae    |  |
| cucurbita                               | zucca               | Lagenaria siceraria               | Cucurbitaceae    |  |
| fasiolum                                | fagiolo dall'occhio | Vigna unguiculata                 | Fabaceae         |  |
| ciminum                                 | cumino              | Cuminum cyminum                   | Apiaceae         |  |
| ros marinus                             | rosmarino           | Rosmarinus officinalis            | Lamiaceae        |  |
| careium                                 | cumino dei campi    | Carum carvi                       | Apiaceae         |  |
| cicerum italicum                        | ceci                | Cicer arietinum                   | Fabaceae         |  |
| squilla                                 | scilla              | Drimia maritima                   | Liliaceae        |  |
| gladiolum                               | gladiolo            | Gladiolus spp.                    | Iridaceae        |  |
| dragantea                               | dragoncello         | Artemisia dracunculus             | Asteraceae       |  |
| anesum                                  | anice               | Pimpinella anisum                 | Apiaceae         |  |
| coloquentida                            | coloquintidi        | Citrullus colocynthis             | Cucurbitaceae    |  |
| solsequiam                              | calendula           | Calendula officinalis             | Asteraceae       |  |
| ameum                                   | visnaga             | Ammi visnaga                      | Apiaceae         |  |
| silum                                   | sedanina            | Sium sisarum                      | Apiaceae         |  |
| lactuca                                 | lattuga             | Lactuca sativa                    | Asteraceae       |  |
| git                                     | cumino nero         | Nigella sativa                    | Ranunculaceae    |  |
| eruca alba                              | rucola              | Eruca sativa                      | Brassicaceae     |  |
| nasturtium                              | nasturzio           | Nasturtium officinale             | Brassicaceae     |  |
| parduna                                 | bardana             | Arctium lappa                     | Asteraceae       |  |
| puledium                                | menta poleggio      | Mentha pulegium                   | Lamiaceae        |  |
| olisatum                                | macerone            | Smyrnium olusatrum                | Apiaceae         |  |
| petreselinum                            | prezzemolo          | Petroselinum crispum              | Apiaceae         |  |
| apium                                   | sedano              | Apium graveolens                  | Apiaceae         |  |
| levisticum                              | levistico           | Levisticum officinale             | Apiaceae         |  |
| savinam                                 | ginepro             | Juniperus sabina                  | Cupressaceae     |  |
| anetum                                  | aneto               | Anethum graveolens                | Apiaceae         |  |
| fenicolum                               | finocchio           | Foeniculum vulgare                | Apiaceae         |  |
| intubas                                 | cicoria             | Cichorium intybus                 | Asteraceae       |  |
| diptamnum                               | dittamo             | Dictamnus albus                   | Rutaceae         |  |
| diptamnum                               | dittamo di Creta    | Origanum dictamnus                | Lamiaceae        |  |
| sinape                                  | senape              | Sinapis alba                      | Brassicaceae     |  |
| satureia                                | santoreggia         | Satureja hortensis                | Lamiaceae        |  |
| sisimbrium                              | sisimbrio           | Sisymbrium officinale             | Brassicaceae     |  |
| mentam                                  | menta               | Mentha piperita                   | Lamiaceae        |  |
| mentastrum                              | mentastro           | Mentha spicata                    | Lamiaceae        |  |
| tanazitam                               | tanaceto            | Tanacetum vulgare                 | Asteraceae       |  |
| neptam                                  | erba gattaia        | Nepeta cataria                    | Lamiaceae        |  |
| febrefugiam                             | camomilla           | Matricaria chamomilla             | Asteraceae       |  |
| papaver                                 | papavero            | Papaver spp.                      | Papaveraceae     |  |
| beta                                    | barbabietola        | Beta vulgaris                     | Chenopodiaceae   |  |
| vulgigina                               | nardo selvatico     | Asarum europaeum                  | Aristolochiaceae |  |
| mismalvas                               | malva moscata       | Malva moschata                    | Malvaceae        |  |
| alteas                                  | altea               | Althaea officinalis               | Malvaceae        |  |
| malvas                                  | malva               | Malva sylvestris                  | Malvaceae        |  |
| carvitas                                | carote              | Daucus carota                     | Apiaceae         |  |
| pastenacas                              | pastinache          | Pastinaca sativa                  | Apiaceae         |  |
| adripias                                | bietolone           | Atriplex hortensis                | Chenopodiaceae   |  |
| blidas                                  | amaranti            | Amaranthus blitum                 | Amaranthaceae    |  |
| ravacaulos                              | cavoli rapa         | Brassica oleracea var. gongylodes | Brassicaceae     |  |
| caulos                                  | cavoli              | Brassica oleracea                 | Brassicaceae     |  |
| uniones                                 | cipolle             | Allium cepa                       | Alliaceae        |  |
| britlas                                 | erba cipollina      | Allium schoenoprasum              | Alliaceae        |  |
| porros                                  | porri               | Allium porrum                     | Alliaceae        |  |
| radices                                 | rafano              | Raphanus sativus                  | Brassicaceae     |  |
| ascalonica                              | scalogno            | Allium ascalonicum                | Alliaceae        |  |
| cepas                                   | cipolle d'inverno   | Allium fistulosum                 | Alliaceae        |  |
| alia                                    | aglio               | Allium sativum                    | Alliaceae        |  |
| warentia                                | robbia              | Rubia tinctorum                   | Rubiaceae        |  |
| cardones                                | cardi               | Cynara cardunculus                | Asteraceae       |  |
| fabas majores                           | fave                | Vicia faba                        | Fabaceae         |  |
| pisos mauriscos                         | piselli             | Pisum sativum                     | Fabaceae         |  |
| coriandrum                              | coriandolo          | Coriandrum sativum                | Apiaceae         |  |
| cerfolium                               | cerfoglio           | Anthriscus cerefolium             | Apiaceae         |  |
| lacterida                               | euforbia catapuzia  | Euphorbia lathyris                | Euphorbiaceae    |  |
| sclareiam                               | erba moscatella     | Salvia sclarea                    | Lamiaceae        |  |